# Noor (misil)
El Noor (persa: نور) es un misil de crucero antibuque de largo alcance fabricado por Irán. El misil está en servicio principal con la Armada iraní. El misil es un derivado del misil antibuque chino C-802 al que se le aplicó ingeniería inversa.

## Historial

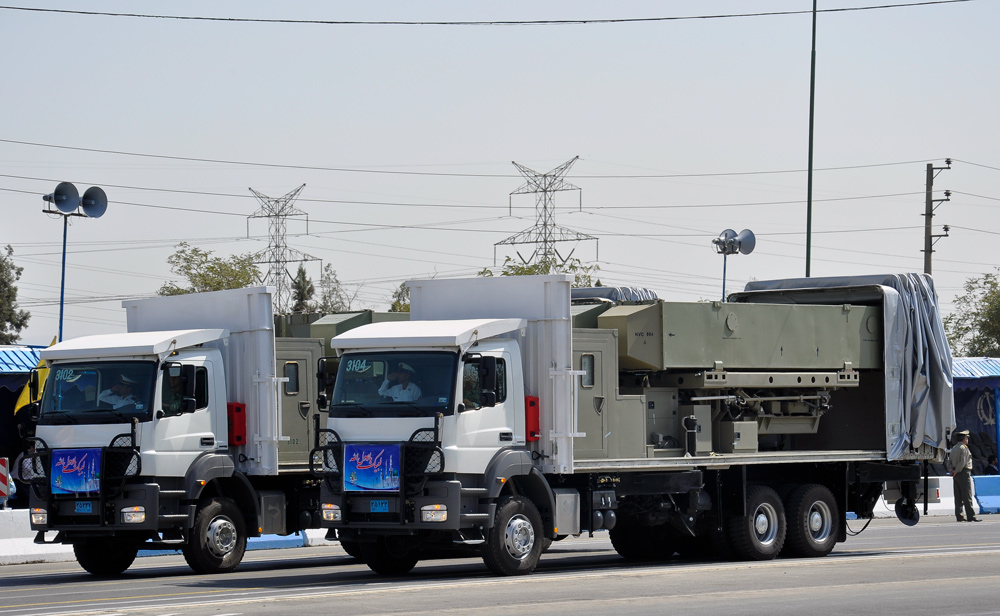
Transportador erector lanzador (TEL) para misiles Noor/Qader. El TEL puede disfrazarse de camión civil.

Irán fue el primer cliente exportador de misiles chinos C-802. El contrato se firmó en 1995, pero fue cancelado debido a la presión de Estados Unidos después de que se entregaron 60 misiles. Después de eso, Irán inició un programa de ingeniería inversa del C-802.
Se desconoce cuándo finalizó el programa, pero en 2000 y principios de 2001, Irán probó un misil C-802 mejorado durante los juegos de guerra Unity-79. Las autoridades dijeron que el alcance del misil aumentó de 30 a 130 kilómetros (19 a 81 millas).
El misil está propulsado por Toloue-4 , una versión iraní del motor francés Microturbo TRI 60.
En enero de 2004, Irán anunció que había comenzado a fabricar el radar monopulso DM-3B para el misil Noor. Según funcionarios iraníes, el DM-3B es un radar activo de ondas milimétricas utilizado en la última etapa del vuelo del misil para encontrar el objetivo y apuntar el misil hacia él. Debido a su frecuencia, es muy difícil bloquear el radar, que se encuentra dentro de la nariz.
En 2006, se anunció que el alcance del misil se había incrementado aún más a 170 km (110 millas).
En 2011, Irán presentó otra variante llamada Qader con un alcance de 200 km (120 millas) y la capacidad de atacar objetivos costeros. Los medios de comunicación iraníes publicaron un vídeo del misil impactando su objetivo costero.
A principios de 2012, durante los juegos de guerra Velayete-90, se probó un misil Noor con mejoras en los sistemas electrónicos, un radar más resistente a interferencias y mejores algoritmos de adquisición de objetivos. También se probó un misil Qader en el juego de guerra.
El 10 de mayo de 2020, el buque de apoyo iraní Konarak fue alcanzado por un misil Noor disparado desde el Jamaran, en el Golfo de Omán, cerca del Estrecho de Ormuz, matando a 19 de sus tripulantes y dañando gravemente el barco.

## Variantes

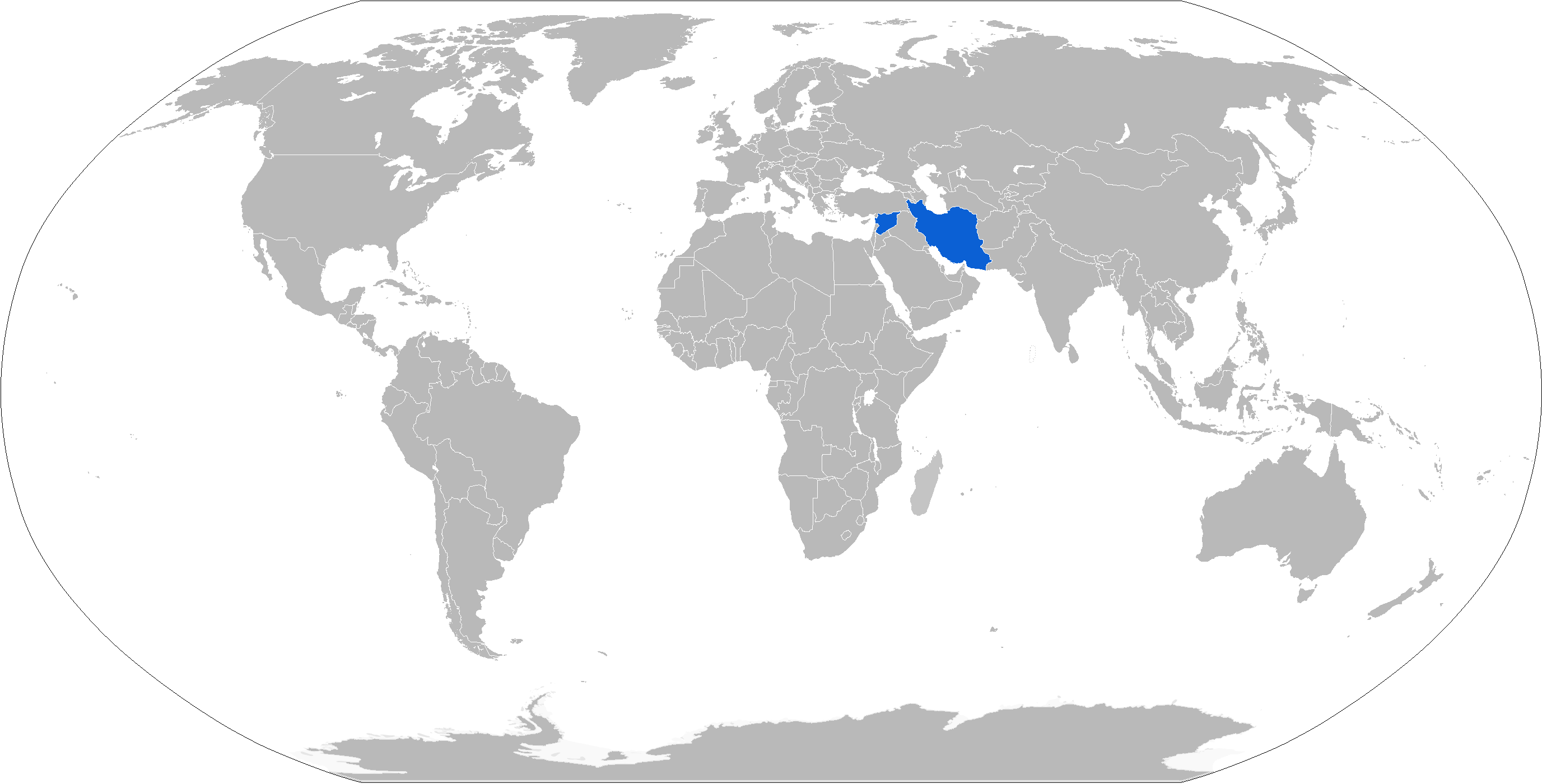
Mapa con operadores de Noor en azul

- Basic Noor: misil inicial de ingeniería inversa con un alcance de 30 km (19 millas).
- Noor Fase 2: versión mejorada con 130 km (81 millas) de alcance.
- Noor Fase 3: Aumentó aún más el alcance a 170 km (110 millas).
- Noor Fase 4: Mejores algoritmos electrónicos y informáticos.
- Qader: una versión mejorada con un alcance de 300 km (190 millas).
- Versión Noor Export: una versión con un alcance de 120 km (75 millas).